# Thống nhất Yemen
Thống nhất Yemen diễn ra vào ngày 22 tháng 5 năm 1990, khi Nam Yemen (Cộng hòa Dân chủ Nhân dân Yemen) tái thống nhất với Bắc Yemen (Cộng hòa Ả Rập Yemen) thành lập Cộng hòa Yemen (Yemen).
Yemen thống nhất được coi là cuộc thống nhất giữa 2 miền ít biết đến nhất trong lịch sử thế giới hiện đại so với các cuộc thống nhất tại Đức (1990) và Việt Nam (1976).

## Bối cảnh

Bắc Yemen (màu cam) và Nam Yemen (màu xanh) trước 1990.

Không giống các quốc gia bị chia cắt trong Chiến tranh Lạnh như tại Triều Tiên, Đức và Việt Nam, mối quan hệ giữa 2 bên khá thân thiện tuy nhiên cũng có lúc căng thẳng. Cũng không giống Đức, Việt Nam và Triều Tiên bị chia cắt bởi chiến tranh hoặc chiếm đóng, 2 nhà nước Yemen được hình thành với hoàn cảnh khác nhau. Bắc Yemen được thành lập tháng 11 năm 1918 sau khi Đế quốc Ottoman suy yếu, trong khi đó Nam Yemen vẫn là thuộc địa của Anh; một cuộc nổi dậy của 2 miền Yemen đã khiến thực dân Anh phải rút khỏi đây.
Sau cuộc Nội chiến Bắc Yemen, phía Bắc thành lập quốc gia cộng hòa bao gồm đại diện các bộ tộc. Được hưởng nguồn lợi từ dầu mỏ và nguồn thu nhập do các lao động Yemen làm việc tại các quốc gia Ả Rập vùng vịnh Ba Tư. Dân số trong năm 1980 khoảng 12 triệu người so với miền Nam là 3 triệu người.
Nam Yemen phát triển chủ nghĩa Mác, chủ yếu kế tục từ Mặt trận Giải phóng Quốc gia sau là đảng cầm quyền Đảng Xã hội Yemen. Quốc gia duy nhất xuất hiện chủ nghĩa Mác tại khu vực Trung Đông, Nam Yemen nhận viện trợ từ các nước và hỗ trợ khác từ Liên Xô.
Tháng 10 năm 1972 chiến tranh nổ ra giữa miền Bắc và Nam, phía Bắc Yemen do Ả Rập Xê Út và Nam Yemen do Liên Xô hỗ trợ. Cuộc chiến ngắn ngủi kết thúc ngày 28 tháng 10 năm 1972 với Hiệp định Cairo, và đã đề ra kế hoạch thống nhất 2 miền.
Cuộc chiến lại tiếp tục nổ ra vào tháng 2 và tháng 3 năm 1979, khi Nam Yemen bị cáo buộc hỗ trợ cho quân nổi dậy tại phía Bắc thông qua Mặt trận Dân chủ Quốc gia và vượt biên giới. Lực lượng Nam Yemen đã thực hiện tại khu vực xa nhất thành phố Taizz trước khi rút lui. Các cuộc xung đột này diễn ra khá ngắn ngủi.
Vào cuối những năm 1980, thăm dò dầu khi giữa 2 miền diễn ra, Ma'rib ở Bắc Yemen và tỉnh Shabwah ở miền Nam, thúc đẩy sự quan tâm trong việc phát triển các thỏa thuận để khai thác tài nguyên ở đó và phát triển cả nền kinh tế quốc gia. Vào tháng 5 năm 1988, 2 chính phủ đã có ra tuyên cáo khung giảm sự căng thẳng, bao gồm thỏa thuận gia hạn các thỏa thuận thống nhất 2 miền, thiết lập khu vực khai thác dầu chung giữa 2 miền, bây giờ được gọi khu vực đầu tư chung do Công ty Hunt Oil và Exxon đầu tư. Cũng trong tháng đó 2 miền Công ty Đầu từ Khai khoáng và Dầu mỏ Yemen (YCIMOR). Tháng 10 năm 1989 Ali Abdullah Saleh của Bắc Yemen và Ali Salim al-Beidh Nam Yemen cùng nhau thỏa luận Hiến pháp thống nhất được lập năm 1981, bao gồm một giới tuyến và khu phi quân sự tạm thời giữa 2 miền và thủ đô là Sana'a.

## Thống nhất
Cộng hòa Yemen tuyên bố thành lập ngày 22 tháng 5 năm 1990. Ali Abdullah Saleh của miền bắc là nguyên thủ quốc gia, và Ali Salim al-Beidh đứng đầu Chính phủ. Một giai đoạn chuyển tiếp 30 tháng để thống nhất kinh tế chính trị được thiết lập. Một Hội đồng Chủ tịch được thành lập và được bầu bởi 26 thành viên Hội đồng tư vấn Cộng hòa Ả Rập Yemen và 17 thành viên Đoàn Chủ tịch Cộng hòa Dân chủ Nhân dân Yemen. Hội đồng Chủ tịch bổ nhiệm Thủ tướng, người đứng đầu chính phủ và thành lập nội các. Ngoài ra còn 301 đại biểu tạm thời cho Quốc hội thống nhất gồm bao gồm 159 thành viên từ phía bắc, 111 thành viên từ phía nam, và 31 thành viên độc lập do Chủ tịch Hội đồng chỉ định.
Hiến pháp thống nhất đã được thỏa thuận vào tháng 5 năm 1990 và tới tháng 5 năm 1991 được chấp thuận sau cuộc trưng cầu ý dân. Nó khẳng định cam kết của Yemen bầu cử tự do, một hệ thống đa đảng chính trị, quyền sở hữu tài sản tư nhân, bình đẳng trước pháp luật, và tôn trọng các quyền con người cơ bản. Cuộc bầu cử Quốc hội thống nhất diễn ra ngày 27 tháng 4 năm 1993, quốc tế cử quan sát viên và nhân viên hỗ trợ. Kết quả bầu cử 143 Đại hội Nhân dân toàn quốc (GPC), 69 Đảng Xã hội Yemen (YSP), 63 Islaah (Đảng Hồi giáo lớn nhất nước), 6 Ba'athists, 3 Tổ chức thống nhất Nhân dân Nasserist, 2 Al Haq, và 15 không đảng phái. Quốc hội mới với đa số là miền Bắc. YSP giành được nhiều ghế trong Quốc hội đại diện cho dân số ở miền Nam, và được coi là phần nhỏ trong liên minh Chính phủ. Lãnh đạo Islaah, Abdullah ibn al-Ahmar Husayn trở thành Chủ tịch Quốc hội.
Mỏ dầu mới tại tỉnh Hadhramaut ở miền Nam được mua trực tiếp, người miền Nam cảm thấy đất của họ và là nơi có phần lớn lượng dầu của Yemen, bị chiếm đoạt một cách bất hợp pháp như một âm mưu của giới cai trị miền Bắc.
Cuối cùng, quốc gia thống nhất đối mặt với khủng hoảng chính trị khi 800,000 người Yemen bị trục xuất khỏi Ả Rập Xê Út ngay sau khi Yemen không tham gia liên minh trong chiến tranh vùng vịnh. Tiền của người lao động được gửi về là nguồn thu nhập của đất nước bị cắt giảm mạnh, và nhiều người Yemen phải sống trong các trại tị nạn trong khi chính phủ quyết định nơi ở, làm thế để tái hòa nhập số lượng người lao động. Việc người Yemen hồi hương đã tăng dân số Yemen lên 7%.

## Nội chiến Yemen
Mâu thuẫn trong liên minh dẫn tới sự lưu vong của Phó Tổng thống Ali Salim Al-Beidh đến Aden đầu tháng 8 năm 1993, các bộ lạc lợi dụng tình hình gia tăng tình trạnh bất ổn. Haidar Abu Bakr al-Attas, cựu Thủ tướng miền Nam tiếp tục làm Thủ tướng chính phủ, nhưng chính phủ hoạt động không hiệu quả do cuộc tranh chấp trong nội bộ. Cuộc họp liên tiếp giữa lãnh đạo miền Bắc và Nam và ký kết văn bản cam kết và đồng ý ở Amman, Jordan ngày 20 tháng 2 năm 1994. Mặc dù vậy các cuộc xung đột vẫn tiếp tục cho tới cuộc nội chiến tháng 5 năm 1994. Đáng chú ý, lực lượng vũ trang của 2 miền vẫn chưa được thống nhất với nhau.
Các nhà lãnh đạo miền Nam ly khai và thành lập Cộng hòa Dân chủ Yemen (DRY) vào ngày 21 tháng 5 năm 1994, nhưng nhà nước mới được thành lập không được sự ủng hộ của quốc tế. Ali Muhammad Nasir, và những người lưu vong ủng hộ quân sự chống lại phe ly khai.
Aden bị chiếm ngày 7 tháng 7 năm 1994, phe ly khai sụp đổ, hàng nghìn lãnh đạo và quân đội ly khai phải sống lưu vong.
Trong hệ quả của cuộc chiến, Đảng Xã hội Yemen bầu lại Bộ Chính trị vào tháng 7 năm 1994. Tuy nhiên ảnh hưởng của đảng vẫn không chiếm được ưu thế như trước kia. Islaah cũng tổ chức đại hội Đảng tháng 9 năm 1994. Đại hội Nhân dân chung vào tháng 6 năm 1995.
Năm 1994, Hiến pháp thống nhất sửa đổi, loại bỏ Hội đồng Chủ tịch. Tổng thống Ali Abdallah Saleh được Quốc hội bầu lại ngày 1 tháng 10 năm 1994 với nhiệm kỳ 5 năm. Hiến pháp mới cũng quy định Tổng thống được bầu theo phổ thông đầu phiếu từ ít nhất 2 ứng viên và được lựa chọn bởi cơ quan lập pháp.

## Hệ quả
Yemen tổ chức bầu cử Tổng thống đầu tiên tháng 9 năm 1999, Tổng thống Ali Abdallah Salih tiếp tục được bầu lại với 5 năm trong cuộc bầu cử tự do và công bằng. Tháng 4 năm 1997 Quốc hội khóa 2 được bầu. Hiến pháp sửa đổi năm 2000 quy định kéo dài nhiệm kỳ Tổng thống thêm 2 năm, do đó cuộc bầu cử mới sẽ diễn ra năm 2006. Việc sửa đổi cũng ra tăng thời hạn cho Quốc hội lên 6 năm, và cuộc bầu cử tiếp sẽ diễn ra năm 2003. Ngày 20 tháng 2 năm 2001, sửa đổi Hiến pháp thiết lập hệ thống lưỡng viện với Hội đồng Shura (111 ghế, do Tổng thống bổ nhiệm) và Hạ viện (301 ghế, phổ thông đầu phiếu). Yemen hiện nay theo hệ thống đảng trị do Đảng Nhân dân chung cầm quyền.
Tới năm 2010, xích mích và những rắc rối tiếp tục. Các yếu tố phía Nam cho rằng phía Bắc đối xử bất công. Dẫn tới thành lập Phong trào Nam Yemen đòi sự trở lại của nhà nước miền Nam độc lập.

## Thời gian thống nhất
- Đồng Rial miền Bắc và Dinar miền Nam vẫn tiếp tục hoạt động trong giai đoạn chuyển tiếp. Năm 1991 đồng Dinar được rút khỏi hệ thống lưu thông, 26 rial đổi 1 dinar. Năm 1993, một đồng tiền thống nhất ra đời Rials Yemen.
- Thủ đô Cộng hòa Yemen là thủ đô miền Bắc thành phố Sana'a.
- Bài hát "Đoàn kết Cộng hòa" của miền Nam trở thành quốc ca thống nhất.
- Ngày 26 tháng 9 và 4 tháng 10 đều được tổ chức là ngày cách mạng, với kỷ niệm ngày miền Bắc chống Imam và miền Nam chống Thực dân Anh.
- Ngày 30 tháng 11 được tổ chức là ngày độc lập, vì ngày đó miền Nam giành độc lập từ Anh. Đối lập miền Bắc ngày 1 tháng 11 được coi là ngày độc lập từ đề quốc Ottoman.
- Cộng hòa Yemen giữ tên miền Bắc tại Liên hiệp quốc là Yemen, khác với miền Nam là Yemen Dân chủ.
- Cộng hòa Yemen chấp thuận mọi điều ước quốc tế và các khoản nợ như quốc gia kế tục.
- Cộng hòa Yemen giữ đơn vị hành chính của miền Nam là Governorates (Muhafazah) và chia Liwa của miền Bắc vào Governorates.
- Cộng hòa Yemen giữ mà vùng quốc gia theo miền Bắc là +967, ngược với miền Nam là +969.
- Cộng hòa Yemen sử dụng của miền Bắc ISO 3166-1 mã chữ (alpha-2: YE, alpha-3: YEM), trái ngược với miền Nam (alpha-2: YD, alpha-3: YMD); một mới mã số đã được giao cho các quốc gia thống nhất (887) để thay thế cho các mã số cũ (Bắc: 886; Nam: 720), như là các tùy chỉnh cho bất kỳ việc sáp nhập của nước.